# Kjeld Abell
Kjeld Abell född 25 augusti 1901 i Ribe, Danmark, död 5 mars 1961 i Köpenhamn, Danmark, var en dansk författare, manusförfattare och dramatiker. Från 1960 var han medlem av Danska Akademien. 

## Biografi
Abell tog studentexamen 1919 och pol. kand-examen 1927. Han arbetade sedan som scenarbetare och kostymtecknare i Paris och London, ofta tillsammans med Helge Refn. Under säsongen 1930-31 var han anställd vid Det Konglige Teater i Köpenhamn och 1932-34 var han knuten till en reklambyrå. År 1941 blev han direktör för Tivoli i Köpenhamn och 1943 satt han en tid internerad på Horserödlägret.
Abell fick sitt stora genombrott som dramatiker 1935 med Melodien, der blev væk (Melodin som kom bort), som är en lekfull komedi om andlig vilsenhet i ett teknologiskt samhälle. Den gavs följande år på Vasateatern i Stockholm och vid Göteborgs Stadsteater. Abell skrev ett antal dramer, revyer, festspel och filmmanus. Hans sista pjäs, Den blå pekingesern 1954, gavs i Göteborg 1955. Abells Anna Sophie Hedvig gavs år 2006 en plats i Danmarks kulturkanon. Han ligger begravd på Assistens Kirkegård i Köpenhamn.
Abell var en spirituell och artistisk talang, som sökte nya vägar för teatern. Hans gyckel med all social konvention innehåller mycket kvickhet men förlorar sig ibland i ansträngd symbolik. Idéprogrammet synes oklart och hans egentliga betydelse ligger i den uppseendeväckande sceniska formen, där fantasi och verklighet blandas ihop under revysketchens nonchalanta stil.

## Filmmanus i urval
- 1936 – Millionærdrengen
- 1939 – Herra Lahtinen lähtee lipettiin (pjäs)
- 1941 – Tak fordi du kom, Nick
- 1942 – Ta' briller på
- 1942 – Regnen holdt op
- 1962 – Judith (pjäs)
- 1963 – Anna Sophie Hedvig (pjäs)
- 1965 – Melodin som kom bort